# Portrait de la jeune fille en feu
Portrait de la jeune fille en feu, ook bekend onder de Engelstalige titel Portrait of a Lady on Fire, is een Frans kostuumdrama uit 2019 onder regie van Céline Sciamma. De hoofdrollen worden vertolkt door Adèle Haenel en Noémie Merlant.

## Verhaal
In 1760, op een eiland in Bretagne, wordt edelvrouwe Héloïse in korte tijd klaargestoomd voor een gearrangeerd huwelijk. Ze is enkele weken geleden door haar moeder, de gravin, uit het klooster gehaald, om de plaats in te nemen van haar zus, die zich onlangs van het leven heeft beroofd. Maar ook Héloïse staat niet te springen om te trouwen met een man die ze nooit heeft ontmoet, en weigert te poseren voor haar huwelijksportret. Kunstenares Marianne wordt daarom een week lang ingehuurd als haar gezelschapsdame, om buiten medeweten van Héloïse alsnog een portret te fabriceren. Na een week is het portret af, naar tevredenheid van de gravin. Marianne en Héloïse zijn inmiddels echter genoeg vertrouwd met elkaar geraakt, dat Marianne haar het schilderij laat zien. Héloïse is geschokt, niet zo zeer van het bestaan ervan, maar van de gekozen gezichtsuitdrukking waarin zij zichzelf niet herkent. Marianne besluit hierop het gezicht op het schilderij met een spons te vernietigen, en Héloïse vraagt aan de gravin of Marianne een week langer mag blijven om een nieuw portret te maken, met de belofte er deze keer wél voor te poseren. De gravin gaat akkoord, onder voorwaarde dat het portret af is wanneer ze over een week terugkeert naar het eiland.
In Héloïses laatste dagen als ongehuwde vrouw groeien zij en Marianne verder naar elkaar toe en ontwikkelt zich een heimelijke romance. Op een avond lezen ze, samen met het dienstmeisje Sophie, de legende van Orpheus en Eurydice en bediscussiëren ze de ware reden waarom Orpheus omkeek en zo Eurydice verloor. Verder helpen ze Sophie om een abortus te verwezenlijken en te verwerken, introduceert Marianne bij Héloïse het muziekstuk l’estate van Vivaldi op het klavecimbel, en bezoeken ze met Sophie een nachtelijke bijeenkomst van dansende en zingende vrouwen rond een kampvuur, waarbij de japon van Héloïse vlam vat. Als herinnering voor later tekent Marianne een zelfportret op pagina 28 van een boek van Héloïse. Het onvermijdelijk einde van de relatie vindt plaats wanneer het huwelijksportret af is, Héloïse door haar moeder in een trouwjapon wordt gehesen en Marianne het eiland moet verlaten. In een verwijzing naar de legende van Orpheus en Eurydice kijkt Marianne bij haar vertrek nog één keer om, voor ze voorgoed van het eiland vertrekt en haar geliefde Héloïse achterlaat. 
Enkele jaren later treft Marianne op een kunsttentoonstelling een portret aan van Héloïse. De vrouw wordt erop afgebeeld met een dochter aan haar zijde, en in haar hand een nagenoeg gesloten boek, maar met een omgevouwen hoekje op pagina 28. Ook ziet ze Héloïse nog één keer van een afstand, in een concertzaal, waar Héloïse geëmotioneerd luistert naar een uitvoering van l’estate. 

## Rolverdeling
| Acteur         | Personage           |
| -------------- | ------------------- |
| Adèle Haenel   | Héloïse             |
| Noémie Merlant | Marianne            |
| Valeria Golino | Gravin              |
| Luàna Bajrami  | Dienstmeisje Sophie |

## Productie
Eind juni 2018 verscheen op twitter dat regisseuse Céline Sciamma voor haar volgende film, Portrait de la jeune fille en feu, opnieuw zou samenwerken met actrice Adèle Haenel, met wie ze eerder al in Naissance des pieuvres (2007) had samengewerkt. In september 2018 werd via hetzelfde kanaal het vastleggen van acteurs Noémie Merlant, Valeria Golino en Luàna Bajrami publiekelijk bekendgemaakt. De opnames, die in Bretagne plaatsvonden, gingen op 15 oktober 2018 van start en eindigden op 4 december 2018. De portretten die Marianne tekent in de film werden in werkelijkheid geschilderd door de Franse kunstenares Hélène Delmaire.
De film ging op 19 mei 2019 in première op het filmfestival van Cannes.

## Prijzen en nominaties
| Jaar | Prijs                   | Categorie                      | Genomineerde(n)                               | Uitslag     |
| ---- | ----------------------- | ------------------------------ | --------------------------------------------- | ----------- |
| 2019 | Filmfestival van Cannes | Gouden Palm                    | Céline Sciamma                                | Genomineerd |
| 2019 | Filmfestival van Cannes | Queer Palm                     | Céline Sciamma                                | Gewonnen    |
| 2019 | Filmfestival van Cannes | Beste scenario                 | Céline Sciamma                                | Gewonnen    |
| 2019 | Europese filmprijzen    | Beste regie                    | Céline Sciamma                                | Genomineerd |
| 2019 | Europese filmprijzen    | Beste scenario                 | Céline Sciamma                                | Genomineerd |
| 2019 | Europese filmprijzen    | Beste actrice                  | Adèle Haenel                                  | Genomineerd |
| 2019 | Europese filmprijzen    | Beste actrice                  | Noémie Merlant                                | Genomineerd |
| 2019 | Europese filmprijzen    | European University Film Award | European University Film Award                | Gewonnen    |
| 2020 | Golden Globes           | Beste niet-Engelstalige film   | Beste niet-Engelstalige film                  | Genomineerd |
| 2020 | BAFTA Awards            | Beste niet-Engelstalige film   | Beste niet-Engelstalige film                  | Genomineerd |
| 2020 | César Awards            | Beste film                     | Céline Sciamma, Bénédicte Couvreur            | Genomineerd |
| 2020 | César Awards            | Beste regie                    | Céline Sciamma                                | Genomineerd |
| 2020 | César Awards            | Beste actrice                  | Adèle Haenel                                  | Genomineerd |
| 2020 | César Awards            | Beste actrice                  | Noémie Merlant                                | Genomineerd |
| 2020 | César Awards            | Beste originele scenario       | Céline Sciamma                                | Genomineerd |
| 2020 | César Awards            | Meest beloftevolle actrice     | Luàna Bajrami                                 | Genomineerd |
| 2020 | César Awards            | Beste camerawerk               | Claire Mathon                                 | Gewonnen    |
| 2020 | César Awards            | Beste kostuumontwerp           | Dorothée Guiraud                              | Genomineerd |
| 2020 | César Awards            | Beste productieontwerp         | Thomas Grézaud                                | Genomineerd |
| 2020 | César Awards            | Beste geluid                   | Julien Sicart, Valérie Deloof, Daniel Sobrino | Genomineerd |